# Ürmösi Károlyné
Ürmösi Károlyné született Kántor Gizella (Abrudbánya, 1880. április 13. – Kolozsvár, 1938. augusztus 31.) erdélyi magyar költőnő, Ürmösi Károly (1874) felesége.

## Életútja, munkássága
Felsőbb leányiskolát végzett Kolozsváron. Verseit és rövidebb prózai írásait 1916-tól közölte az Unitárius Közlöny és a Keresztény Magvető, majd az Ellenzék, Pásztortűz, Magyar Nép, Erdélyi Szemle. Az 1910-ben alakult Unitárius Nőszövetségnek 1922-től haláláig a főtitkára volt. Megalakulásától tagja az Unitárius Irodalmi Társaságnak.

## Verskötete
- Pár szál virág... (Kolozsvár, 1928)